# Glasbena kompozicija
Glásbena kompozícija (latinsko componere – sestaviti), tudi glásbeno délo ali skládba. Izraz kompozicija ima v glasbi dva pomena:
1. splošni izraz za vsakršno glasbeno umetniško delo (opera, simfonija, pesem ...). Kompozicije so lahko instrumentalne, vokalno-instrumentalne ali vokalne.
2. izraz za izdelovanje glasbenih del ali za postopek komponiranja, v tem smislu se pojavlja kot naziv izobraževalnega predmeta na glasbeno-pedagoških ustanovah. V širšem smislu obsega študij kompozicije tudi praktično obvladovanje glasbenih oblik, harmonije, kontrapunkta, glasbenega diktata in znanje glasbene analize.